# Отделение химии и наук о материалах РАН
Отделе́ние хи́мии и нау́к о материа́лах РАН (ОХНМ РАН) — структурное подразделение Российской академии наук, в состав которого входят учёные, чьи интересы лежат в области химии и наук о материалах.

## История
Отделение химических наук было создано в 1939 году в результате слияния Группы химии Отделения математических и естественных наук АН СССР и Группы технической химии Отделения технических наук АН СССР. В 1963 году отделение было разделено на три, в том числе на Отделение общей и технической химии (ООТХ) АН СССР и Отделение физико-химии и технологии неорганических материалов (ОФХТНМ) АН СССР (с 1991 года — РАН). В 2002 году на базе этих отделений было создано новое Отделение химии и наук о материалах, разделённое на две секции: химических наук и наук о материалах.

### Руководители отделения
ОХН АН СССР:
- 1939—1946 гг. — ак. А. Н. Бах
- 1946—1948 гг. — ак. А. Н. Несмеянов
- 1948—1957 гг. — ак. М. М. Дубинин
- 1957—1963 гг. — ак. Н. Н. Семёнов

ООТХ АН СССР (с 1991 года — РАН):
- 1963—1975 гг. — ак. А. Н. Несмеянов
- 1975—1984 гг. — ак. Н. М. Эмануэль
- 1984—1988 гг. — ак. А. В. Фокин
- 1988—1991 гг. — ак. О. М. Нефёдов
- 1991—2002 гг. — ак. В. А. Кабанов

ОФХТНМ АН СССР (с 1991 — РАН):
- 1963—1988 гг. — ак. Н. М. Жаворонков
- 1988—2001 гг. — ак. Ю. А. Буслаев
- 2001—2002 гг. — ак. Ю. А. Золотов (и. о.)

ОХНМ РАН:
- 2002 — март 2006 г. — ак. В. А. Кабанов
- апрель — июнь 2006 г. — ак. В. А. Тартаковский — и. о. академика-секретаря
- июль 2006 г. — март 2007 г. — ак. Н. А. Платэ — и. о. академика-секретаря
- март 2007 г. — июнь 2008 г. — ак. В. А. Тартаковский — и. о. академика-секретаря
- июнь 2008 года — февраль 2011 г. — ак. В. А. Тартаковский
- март 2011 — май 2013 года — ак. С. М. Алдошин — и. о. академика-секретаря
- май 2013 — сентябрь 2017 года — ак. А. Ю. Цивадзе
- с сентября 2017 года — ак. М. П. Егоров

## Организационная структура
Структурно состоит из бюро (в состав которого входит около 30 академиков и членов-корреспондентов РАН) и двух секций:
- Секция химии
- Секция наук о материалах

### Научные организации
- Институт биохимической физики им. Н. М. Эмануэля РАН
- Институт высокомолекулярных соединений РАН
- Институт металлоорганической химии им. Г. А. Разуваева РАН
- Институт металлургии и материаловедения им. А. А. Байкова РАН
- Институт нефтехимии и катализа РАН
- Институт нефтехимического синтеза им. А. В. Топчиева РАН
- Институт общей и неорганической химии им. Н. С. Курнакова РАН
- Институт органической и физической химии им. А. Е. Арбузова РАН
- Институт органической химии им. Н. Д. Зелинского РАН
- Институт органической химии УНЦ РАН
- Институт проблем химической физики
- Институт синтетических полимерных материалов им. Н. С. Ениколопова РАН
- Институт структурной макрокинетики и проблем материаловедения РАН
- Институт физиологически активных веществ РАН
- Институт физической химии и электрохимии им. А. Н. Фрумкина РАН
- Институт химии высокочистых веществ им. Г. Г. Девятых РАН
- Институт химии растворов им. Г. А. Крестова РАН
- Институт химии силикатов им. И. В. Гребенщикова РАН
- Институт химической физики им. Н. Н. Семёнова РАН
- Институт элементоорганических соединений им. А. Н. Несмеянова РАН
- Центр фотохимии РАН

### Учреждения под научно-методическим руководством
- Институт геохимии и аналитической химии им. В. И. Вернадского РАН
- Институт химии и технологии редких элементов и минерального сырья им. И. В. Тананаева РАН
- Институт химии ДВО РАН
- Институт катализа им. Г. К. Борескова СО РАН
- Институт «Международный томографический центр» СО РАН
- Институт неорганической химии им. А. В. Николаева СО РАН
- Институт проблем нефти и газа СО РАН
- Институт проблем переработки углеводородов СО РАН
- Институт проблем химико-энергетических технологий СО РАН
- Институт химии и химической технологии СО РАН
- Институт химии нефти СО РАН
- Институт химии твердого тела и механохимии СО РАН
- Институт химической кинетики и горения СО РАН
- Институт углехимии и химического материаловедения СО РАН
- Иркутский институт химии им. А. Е. Фаворского СО РАН
- Новосибирский институт органической химии им. Н. Н. Ворожцова СО РАН
- Институт высокотемпературной электрохимии УрО РАН
- Институт металлургии УрО РАН
- Институт органического синтеза имени И.Я. Постовского УрО РАН
- Институт технической химии УрО РАН
- Институт химии твердого тела УрО РАН
- Институт химии Коми НЦ УрО РАН

## Журналы
- Высокомолекулярные соединения
- Журнал аналитической химии
- Журнал неорганической химии
- Журнал общей химии
- Журнал органической химии
- Журнал прикладной химии
- Журнал физической химии
- Известия РАН. Серия химическая
- Кинетика и катализ
- Коллоидный журнал
- Координационная химия
- Металлы
- Неорганические материалы
- Нефтехимия
- Радиохимия
- Расплавы
- Теоретические основы химической технологии
- Успехи химии
- Физика и химия обработки материалов
- Физика и химия стекла
- Физико-химия поверхности и защита материалов
- Химическая физика
- Химия высоких энергий
- Химия твёрдого топлива
- Электрохимия